# Římskokatolická farnost u kostela Nanebevzetí Panny Marie Praha-Strahov
Římskokatolická farnost u kostela Nanebevzetí Panny Marie Praha-Strahov je územním společenstvím římských katolíků v rámci 1. pražského vikariátu v Pražské arcidiecézi.

## Historie
V roce 1140 byl na Strahově založen premonstrátský klášter, při kterém během 14. století vznikla plebánie. Farním kostelem býval původně renesanční kostelík sv. Rocha, později byl farní statut přenesen na strahovský konventní kostel Nanebevzetí Panny Marie. Od roku 1600 na území farnosti působí rovněž kapucíni, kteří mají svůj klášter ve spodní části Loretánského náměstí, a vykonávají rovněž duchovní správu v pražské Loretě.
| Kostel                           | Místo           | Bohoslužba                                       | Bohoslužba | Poznámka                  |
| -------------------------------- | --------------- | ------------------------------------------------ | --- | ------------------------- |
| Bazilika Nanebevzetí Panny Marie | Praha-Strahov   | neděle pondělí úterý středa čtvrtek pátek sobota | 10,00 a 18,00 7,15 a 18,00 7,15 a 18,00 (s nešporami) 7,15 a 18,00 (latinská) 7,15 a 18,00                                                            | farní kostel              |
|                                  |                 |                                                  | Příležitost ke svátosti smíření je ve všední dny před večerní mší svatou. V neděli dopoledne od 9:30 a večer od 17:30. Je možné se domluvit i osobně. |                           |
| Kostel svatého Rocha             | Praha-Pohořelec | neslouží se                                      | neslouží se | filiální kostel           |
| Kostel Panny Marie Andělské      | Praha-Hradčany  | neděle pondělí úterý středa čtvrtek pátek sobota | 8,30 17,00 17,00 není | klášterní kostel kapucínů |
|                                  |                 |                                                  | Ve všední dny se po mši svaté konají nešpory. |                           |
|                                  |                 |                                                  | Příležitost ke svátosti smíření je ve všední dny od 16:20 do 16:50 hodin a v neděli od 8:00 do 8:20 hodin, popřípadě po mši svaté.                    |                           |
| Kaple sv. Vavřince z Brindisi    | Praha-Hradčany  | 1. úterý v měsíci                                | 19,30 (pouze v akademickém roce, pro studenty) | kaple v klášteře kapucínů |
| Kostel Narození Páně             | Pražská Loreta  | neděle                                           | 19,00 | kostel v areálu Lorety    |
| Svatá Chýše (Loretánská kaple)   | Pražská Loreta  | sobota                                           | 7,30 | loretánská kaple          |

## Osoby ve farnosti
- P. Mikuláš Selvek, O. Præm. – farář, předseda pastorační rady a ekonomické rady farnosti
- P. Gorazd František Krušina, O. Præm. - kaplan
- br. Bonaventura Jiří Štivar, OFM.Cap. – rektor kostela Panny Marie Andělské a Lorety
- P. Mgr. Dismas Michael Tomaštík, OFMCap. – vikář kapucínského kláštera